# وساطة قطر في الصراعات
تعمل قطر كوسيط وطرف ثالث في صراعات مختلفة منذ التسعينيات. فقد توسَّطت قطر في المفاوضات بين الولايات المتحدة وطالبان ووقَّعت العديد من اتفاقيات السلام في لبنان واليمن ودارفور وغزة واستضافت مكاتب سياسية لجماعات مثل المكتب السياسي لحركة حماس في الدوحة. بالإضافة إلى ذلك عملت قطر كوسيط رئيسي في العديد من أزمات الرهائن الدولية مستفيدة من مكانتها الجيوسياسية الفريدة وعلاقاتها مع مجموعة واسعة من الجهات الفاعلة بما في ذلك الكيانات الحكومية وغير الحكومية.
في الدورة السابعة والسبعين للجمعية العامة للأمم المتحدة في عام 2022 صرَّح أمير البلاد الشيخ تميم بن حمد آل ثاني بأنَّ الوساطة في حل النزاعات هي عنصر أساسي في سياسة قطر الخارجية بهدف ترسيخ الدولة كحليف دولي يمكن الاعتماد عليه.
وصف البعض نهج البلاد في الوساطة بأنَّه "الدبلوماسية الناعمة" والتي تنطوي على استخدام مواردها المالية ونفوذها السياسي لتسهيل الحوار بين الأطراف المتنازعة.

## الخلفية
حتى التسعينيات كان يُنظر إلى قطر على المستوى الدولي على أنها تقع تحت نفوذ المملكة العربية السعودية . وقد أدركت قيادة البلاد بتوجيه من الأمير آنذاك الشيخ حمد بن خليفة آل ثاني وخليفته الشيخ تميم بن حمد آل ثاني أن الوساطة يمكن أن تكون بمثابة أداة لتعزيز مكانتها ونفوذها على المستوى الدولي. إن وضع أنفسهم كشريك أساسي داخل المجتمع الدولي من شأنه أن يضمن الحماية ضد التدخلات من جيرانهم بما في ذلك المملكة العربية السعودية والإمارات العربية المتحدة . وتؤكد المقاطعة التي قادتها السعودية ضد قطر في الفترة 2017-2021 على أهمية مثل هذه الإجراءات. ومنذ ذلك الحين أصبحت استراتيجية الوساطة القطرية متجذرة في سياستها الخارجية بهدف الحفاظ على علاقات جيدة مع مجموعة واسعة من الجهات الفاعلة بما في ذلك القوى الغربية والجيران الإقليميين ومختلف الجهات الفاعلة غير الحكومية.
شكلت جولة الدوحة للتنمية التي عقدتها منظمة التجارة العالمية في عام 2001 حدثا هاما بالنسبة لقطر حيث اضطلعت بدور أكثر نشاطا في الشؤون الدولية.
تتميز سياسة الوساطة القطرية بنهج استباقي ومستقل. وتستفيد البلاد من ثروتها وتحالفاتها الاستراتيجية وشبكاتها الدبلوماسية لجلب الأطراف المتنازعة إلى طاولة المفاوضات. وتتميز سياسة قطر أيضا باستعدادها للتعامل مع مجموعة واسعة من الجهات الفاعلة بما في ذلك تلك التي غالبا ما تكون معزولة من قبل المجتمع الدولي. ويتيح هذا النهج لقطر أن تكون بمثابة جسر بين مختلف الفصائل وتسهيل الحوار في المواقف التي قد تكون فيها القنوات الدبلوماسية التقليدية متوترة أو غير موجودة. وقد ساعدت علاقاتها الودية مع مختلف الجماعات بما في ذلك جماعة الإخوان المسلمين في إبرام الاتفاقيات مثل اتفاق الدوحة في عام 2012.
أنشأت الحكومة القطرية مؤسسات مخصصة لحل النزاعات والأبحاث مثل معهد الدوحة للدراسات العليا وأكاديمية قطر الدولية للدراسات الأمنية. وتساهم هذه المؤسسات في تطوير استراتيجيات الوساطة القطرية وتقديم الدعم الفكري واللوجستي لمبادراتها.
اتهم بعض السياسيين الأمريكيين والأوروبيين قطر بدعم الجماعات التي يعتبرونها منظمات إرهابية مثل حماس. بين عامي 2017 و2021 قطعت المملكة العربية السعودية والإمارات العربية المتحدة ومصر من بين دول أخرى في المنطقة علاقاتها الدبلوماسية مع قطر متهمة البلاد بدعم الجماعات الإرهابية “المدعومة من إيران”. ونفت الدوحة هذا الاتهام.

## أهم أحداث الوساطة القطرية

### الصراع بين الولايات المتحدة وطالبان
يعتبر التدخل الأمريكي في أفغانستان في أعقاب أحداث 11 سبتمبر أطول حرب في تاريخ الولايات المتحدة وتميز بتكاليف مالية وسياسية كبيرة بالإضافة إلى خسارة العديد من الأرواح. كانت مشاركة قطر في تسهيل الاتفاق بين الولايات المتحدة وطالبان بمثابة خطوة مهمة نحو إنهاء ما يقرب من عقدين من الصراع في أفغانستان. وفي عام 2013 سمحت قطر لطالبان بفتح مكتب في الدوحة ليكون أول مكتب لطالبان خارج أفغانستان بعد التدخل الأمريكي. وشهدت عملية السلام عدة انتكاسات بما في ذلك الخلافات حول إطلاق سراح السجناء وتنفيذ شروط الاتفاق مما يعكس الديناميكيات المعقدة بين الحكومة الأفغانية وحركة طالبان وأصحاب المصلحة الدوليين. وفي عام 2020 استضافت قطر الاتفاقية التاريخية الموقعة في 29 فبراير 2020 والتي حددت شروط انسحاب القوات الأمريكية وقوات الناتو من أفغانستان مقابل ضمانات أمنية من حركة طالبان. كما مهد هذا الاتفاق الطريق لمفاوضات بين الأطراف الأفغانية تهدف إلى تحقيق وقف دائم لإطلاق النار وتحديد هيكل الحكم المستقبلي في أفغانستان.

### صراع السودان
يسلط تورط قطر في الصراع السوداني خاصة في إقليم دارفور الضوء على دورها المهم كوسيط في النزاعات الإقليمية والدولية منذ عام 2008. فقد استضافت قطر ورعت مفاوضات السلام التي أدت إلى توقيع وثيقة الدوحة للسلام في دارفور. وكان هذا الجهد الذي بذلته قطر يهدف إلى إحلال السلام والاستقرار في جميع أنحاء السودان وتضمن تنفيذ العديد من المشاريع التنموية والتعليمية والخدمية الصحية في المنطقة. وأدت مفاوضات الدوحة إلى مذكرة تفاهم بين الحكومة السودانية وحركة العدل والإنصاف في دارفور في عام 2009 مما جعل قطر وسيطا رئيسيا في الصراع. واستمر التزام قطر بهذه المشاريع حتى عندما دعمت مفاوضات السلام في جوبا وشاركت في توقيع اتفاق جوبا للسلام مع بعض الفصائل.

### أزمة لبنان
خلال الأزمة السياسية في لبنان والتي بلغت ذروتها في عام 2008 للتخفيف من نفوذ حزب الله وهي ميليشيا شيعية اتخذت الحكومة اللبنانية إجراءات مثل تفكيك شبكة الاتصالات السلكية واللاسلكية وإقالة المسؤولين الذين يعتقد أنهم ينتمون إلى الميليشيا. وأدت هذه الإجراءات إلى سيطرة حزب الله على أجزاء من بيروت مما أدى فعليا إلى إغلاق الموانئ الجوية والبحرية الرئيسية. بالنسبة للبنان الذي كان يتعافى تدريجيا من أنقاض الحرب الأهلية بدا أن مواجهة صراع آخر أمر لا يمكن تصوره. وفي مايو 2008 تم التوصل إلى حل بين الأطراف المتنازعة بوساطة قطرية. وقد أرسى الاتفاق الأساس لإجراء الانتخابات البرلمانية في عام 2009 وأدى إلى اتفاق منح حزب الله دورا هاما في حكومة الوحدة الوطنية. تم الترحيب بوساطة قطر باعتبارها إنجازا تاريخيا حيث أظهرت قدرتها على العمل كوسيط محايد وبالتالي لعبت دورا محوريا في منع اندلاع الحرب الأهلية في لبنان.

### صراع اليمن
كانت جهود الوساطة القطرية في اليمن عام 2007 جزءا من مبادرة أوسع لحل النزاع بين الحكومة اليمنية وحركة الحوثي وهي جماعة شيعية زيدية مقرها شمال محافظة صعدة. بدأ الصراع الذي يشار إليه غالبا باسم حرب صعدة في عام 2004 وشهد جولات متعددة من القتال مما أدى إلى قضايا إنسانية كبيرة وعدم الاستقرار الإقليمي.
في عام 2007 تدخلت قطر كوسيط لتسهيل الحوار وربما التوسط في السلام بين الأطراف المتنازعة. وكان هذا الجهد جزءا من استراتيجية السياسة الخارجية الأوسع لقطر لوضع نفسها كوسيط في النزاعات والصراعات الإقليمية والاستفادة من مواردها المالية الكبيرة وموقعها الاستراتيجي وعلاقاتها الدبلوماسية في جميع أنحاء الشرق الأوسط وخارجه.
تهدف الوساطة القطرية إلى جمع الجانبين إلى طاولة المفاوضات لمناقشة شروط وقف إطلاق النار وتبادل الأسرى وإمكانية التوصل إلى اتفاق سلام دائم. وكانت مبادرة قطر مهمة لأنها مثلت واحدة من أولى المحاولات الخارجية الكبيرة للتوسط في الصراع مما سلط الضوء على تعقيد الديناميكيات الداخلية في اليمن والتداعيات الإقليمية لعدم الاستقرار.
على الرغم من جهود قطر واجهت الوساطة تحديات بما في ذلك انعدام الثقة العميق بين الأطراف والعنف المستمر والشبكة المعقدة من المصالح المحلية والإقليمية والدولية في اليمن. ولم تؤد عملية الوساطة في عام 2007 في نهاية المطاف إلى حل دائم للصراع الذي استمر في التطور والتصاعد خاصة مع بداية الحرب الأهلية اليمنية الأوسع في عام 2015.

### وساطة رهائن العراق
في عام 2004 أثار اختطاف الصحفيين الفرنسيين كريستيان شينو وجورج مالبرونو في العراق قلقا دوليا واستلزم التدخل الدبلوماسي لإطلاق سراحهما. واختطفت مجموعة تطلق على نفسها اسم " الجيش الإسلامي في العراق " الصحافيين وربطت إطلاق سراحهم بإلغاء القانون الفرنسي الذي يحظر الحجاب في المدارس العامة. وضع هذا الحادث فرنسا في موقف دبلوماسي ومحلي صعب، نظرا للطبيعة الحساسة للمطالب والتداعيات الأوسع على السياسة العلمانية الفرنسية.
شاركت قطر في الجهود المبذولة لتسهيل حل هذه الأزمة. وفي حين أن التفاصيل المحددة لمشاركة قطر في عملية الوساطة لم يتم توثيقها على نطاق واسع في السجلات العامة فمن المسلم به أن قطر لعبت دورا في المفاوضات الرامية إلى تأمين إطلاق سراح الصحفيين. وبعد الوساطة في أزمة الرهائن تعرضوا لانتقادات بتهمة تمويل الإسلام السياسي في جميع أنحاء العالم للدور الذي لعبوه في تأمين حريتهم.

### أوكرانيا وساطة الرهائن
في عام 2023 لعبت قطر دورا في التوسط في إطلاق سراح وإعادة الأطفال الأوكرانيين الذين انفصلوا عن عائلاتهم ونُقلوا إلى روسيا وسط الصراع المستمر بين أوكرانيا وروسيا أصغرهم يبلغ من العمر عامين وأكبرهم 17 عاما.
أعلنت حكومة قطر في 16 أكتوبر 2023 أنه تم لم شمل الأطفال الأوكرانيين الأربعة مع عائلاتهم نتيجة لجهود الوساطة التي بذلتها. وأشارت تقارير أخرى إلى أنه من المقرر إعادة ستة أطفال أوكرانيين آخرين إلى أوكرانيا من روسيا بموجب اتفاق توسطت فيه قطر. وأكد مسؤول قطري هذا التطور مبرزا استمرار دور الوساطة القطرية بين الجانبين الأوكراني والروسي.

### وساطة رهائن بين إسرائيل وحماس
لعبت قطر دورا بارزا في الوساطة بين إسرائيل وحماس وخاصة في تسهيل إطلاق سراح الرهائن الإسرائيليين الذين تحتجزهم الجماعة المسلحة. إحدى أهم أمثلة الوساطة القطرية كانت في قضية جلعاد شاليط الجندي الإسرائيلي الذي أسرته حماس في عام 2006 بالقرب من الحدود بين إسرائيل وغزة . أصبح أسر شاليط والجهود المبذولة لتأمين إطلاق سراحه نقطة محورية في الاهتمام العام الإسرائيلي والدبلوماسية الدولية. وبعد سنوات من المفاوضات تم التوصل إلى اتفاق في عام 2011 لإطلاق سراح شاليط مقابل إطلاق سراح أكثر من ألف أسير فلسطيني تحتجزه إسرائيل. ولعبت قطر إلى جانب مصر وألمانيا دورا حاسما في التوسط في هذا الاتفاق.

### الوساطة في الحرب بين إسرائيل وحماس
على مر السنين شاركت قطر في التفاوض على وقف إطلاق النار بين إسرائيل وحماس خاصة خلال فترات الصراع المتصاعد وتسهيل تبادل الأسرى .
في عام 2007 كانت قطر وتركيا الدولتين الوحيدتين اللتين دعمتا حماس عندما سيطرتا على قطاع غزة. ومنذ ذلك الحين أصبحت قطر حليفة وثيقة مع حماس وتعززت علاقتهما بين عامي 2008 و2009. وفي عام 2009 خلال قمة الدوحة أعلنت قطر المساهمة بمبلغ 250 مليون دولار لإصلاح الأضرار أثناء الصراع. وكان خالد مشعل القيادي في حماس حاضرا في القمة. وفي أعقاب القمة شرعت قطر في بذل جهود متواصلة لتقديم المساعدة السياسية والمادية والإنسانية والخيرية لحماس.
في عام 2012 قام الأمير حمد بن خليفة آل ثاني بزيارة تاريخية إلى غزة ليصبح أول رئيس دولة يدخل المنطقة تحت حكم حماس. وتعهد خلال زيارته بالتبرع بمبلغ 400 مليون دولار لجهود إعادة البناء.
منذ عام 2012 تحتفظ قطر بمكتب سياسي لحركة حماس في الدوحة. وبينما انتقدتها إسرائيل وبعض أعضاء الكونجرس الأمريكي بررت قطر ذلك على أساس أنه تم تنفيذه بناء على طلب مسؤولين أمريكيين بهدف فتح قناة اتصال مع حماس.

### الحرب بين إسرائيل وغزة وأزمة الرهائن
شكل الصراع بين إسرائيل وحماس في الفترة 2023-2024 تحديا معقدا للوسطاء الدوليين. وكانت قطر التي أقامت علاقات مع كل من إسرائيل وحماس في وضع فريد للتوسط. إن تورط قطر السابق في غزة بما في ذلك الاستثمارات الكبيرة في البنية التحتية والمساعدات الإنسانية منحها نفوذا لدى حماس في حين فتحت علاقاتها الاقتصادية وتعاونها الأمني قنوات اتصال مع إسرائيل.
خلال الصراع عملت قطر بشكل وثيق مع الجهات الفاعلة الإقليمية والدولية بما في ذلك مصر والأمم المتحدة للتوسط في وقف إطلاق النار. وتركزت جهود الوساطة التي بذلتها على التوصل إلى وقف فوري للأعمال العدائية لمنع وقوع المزيد من الضحايا المدنيين ولتهيئة بيئة مواتية لمفاوضات سياسية طويلة الأجل. وتضمنت استراتيجية قطر دبلوماسية مكوكية حيث أجرى المسؤولون القطريون محادثات منفصلة مع ممثلي إسرائيل وحماس للتوفيق بين مطالبهم. كما استخدمت قطر نفوذها المالي حيث قدمت ضمانات لإعادة إعمار غزة وتقديم المساعدات الإنسانية كحوافز لكلا الطرفين للموافقة على وقف إطلاق النار.
إلى جانب جهودها الدبلوماسية قدمت قطر مساعدات إنسانية كبيرة لقطاع غزة خلال الحرب المستمرة. أعلن الهلال الأحمر القطري عن خططه لإرسال سفينة مساعدات إغاثية إلى غزة لمواصلة دعمه الإنساني للمتضررين من النزاع.
شاركت قطر أيضا في مفاوضات الرهائن في أعقاب اختطاف 240 إسرائيليا في 7 أكتوبر على يد حماس التي صنفتها إسرائيل والولايات المتحدة والاتحاد الأوروبي من بين دول أخرى على أنها منظمة إرهابية. في 22 نوفمبر 2023 وبمساعدة قطر والولايات المتحدة ومصر كوسطاء توصلت إسرائيل وحماس إلى اتفاق لإطلاق سراح 50 امرأة وطفلا إسرائيليا تم أسرهم مقابل تنازلات إنسانية في غزة والإفراج عن السجناء الفلسطينيين المحتجزين في إسرائيل.